# Манчестерский канал
Манчестерский канал (англ. Manchester Ship Canal) — судоходный канал в Великобритании.
Соединяет город Манчестер с Ирландским морем через эстуарий реки Мерси, пересекает Южно-Ланкаширский промышленный район. На канале расположены города Ранкорн, Уиднес, Уоррингтон и др.
Построен в 1887—1894 годах южнее старого и мелководного Бриджуотерского канала, который по-прежнему используется для судоходства и пересекает Манчестерский канал по единственному в мире судоходному Бартонскому поворотному мосту-акведуку. Кроме того, канал интересен расположенными на нём разводными и поворотными мостами.

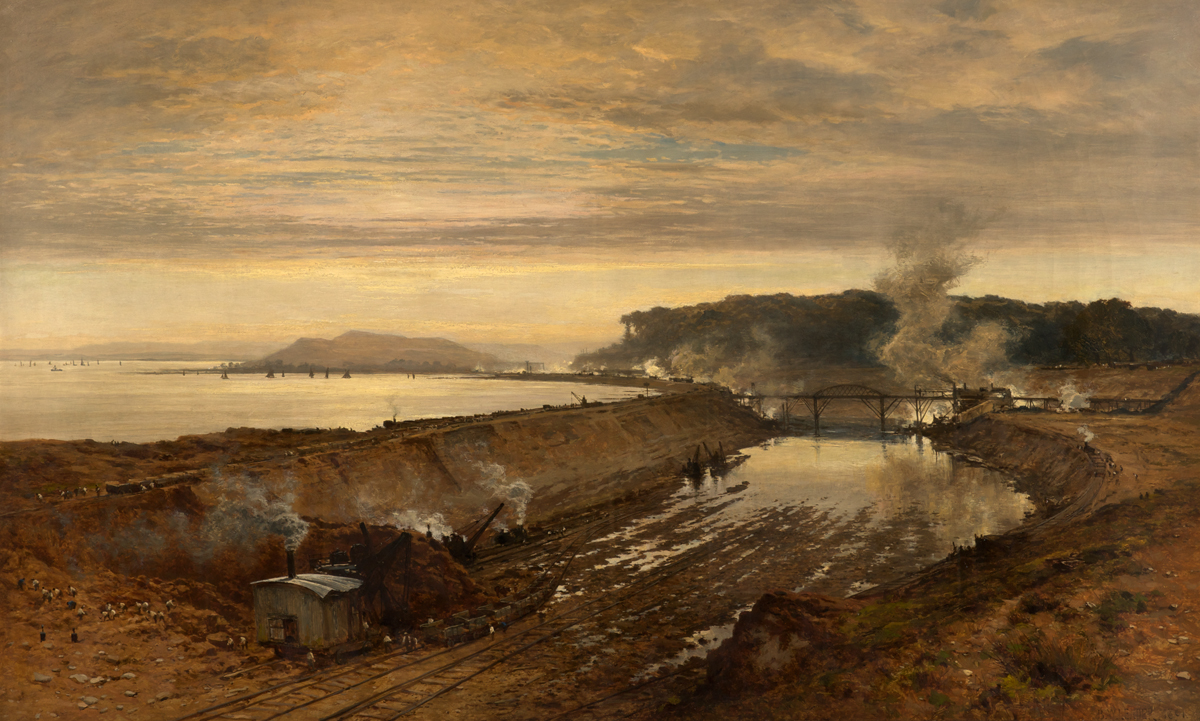
1891 год

Введение канала в строй способствовало превращению Манчестера в морской порт и его промышленному росту. Основные перевозимые по каналу грузы — машины, химикаты, текстиль (вниз по каналу); нефть, хлопок, зерно, каучук, лес, продовольствие (вверх).